# エルサレム基本法
エルサレム基本法（えるされむきほんほう、ヘブライ語: חוק יסוד: ירושלים בירת ישראל、ラテン文字転写: Jerusalem Law）は、イスラエルの基本法。「エルサレム法」「エルサレム首都宣言法」とも呼ばれる。

## 概要
以下が骨子となっている。
- 統一エルサレムは、イスラエルの不可分・永遠の首都である。
- 大統領府、クネセト、首相府、最高裁判所を統一エルサレムに置く。

1980年7月30日にクネセトでイスラエルの憲法に相当する基本法として、賛成69票、反対15票、棄権3票で可決された。この法案は与党リクードが賛成しただけでなく、野党の労働党の大勢も「キリスト教徒、ユダヤ教徒、イスラム教徒が自由かつ安全に聖地を訪れ、祈ることを保証する」旨のイスラム教徒向け一項目を条件に支持に回った。反対したのは労働党左派、イスラエル共産党、変革運動であった。
西エルサレムだけでなく1967年の第三次中東戦争で占領した東エルサレムをイスラエルの恒久的領土と宣言する内容であった。イスラエルとパレスチナの境界線と国際社会から認知されている第一次中東戦争における1949年時の停戦ライン（グリーンライン）を無視するものであったため、アラブ諸国を含めた国際社会が反発した。1980年8月20日に国際連合安全保障理事会でエルサレム基本法が国際法に違反する旨の国際連合安全保障理事会決議478を賛成14票、棄権1票（米国）で可決された。イスラエルはこの決議を明確に拒否し、イスラエル外務省は「エルサレムが主権国家イスラエルの首都であり、二度と引き裂かれることのない統一された都市であることを損なうものではない」という声明を発表した。